# Schatten-Herbstzeitlose
Die Schatten-Herbstzeitlose (Colchicum umbrosum) ist eine Pflanzenart aus der Gattung der Zeitlosen (Colchicum) in der Familie der Zeitlosengewächse (Colchicaceae).

## Merkmale
Die Schatten-Herbstzeitlose ist eine ausdauernde Knollenpflanze. Die 3 bis 8 Blätter messen 8 bis 17 × 1 bis 2,7 Zentimeter und sind bandförmig. Die 1 bis 6 Blüten sind trichter- bis sternförmig. Die Perigonzipfel sind schmal, weiß bis purpurrosa und messen 15 bis 30 × 2 bis 6 Millimeter. Die Staubbeutel sind 3 bis 4 Millimeter lang.
Die Blütezeit reicht von August bis September.
Die Chromosomenzahl beträgt 2n = 24.

## Vorkommen
Die Schatten-Herbstzeitlose kommt von der südlichen Ukraine bis zur Krim und von der nördlichen Türkei bis zum Kaukasus vor auf Wiesen, in feuchtem, offenem Waldland und in Waldlichtungen vor. Die Art wächst oft auf Lehm.

## Taxonomie
Die Schatten-Herbstzeitlose wurde 1829 von Christian Steven in Nouveaux Mémoires de la Société Impériale des Naturalistes de Moscou Band 1 Seite 268 Tafel 14 als Colchicum umbrosum erstbeschrieben. Ein Synonym ist Colchicum umbrosum subsp. amphibolum Zohary & Artjush.

## Nutzung
Die Schatten-Herbstzeitlose wird selten als Zierpflanze genutzt.